# تمپورا (غذا)

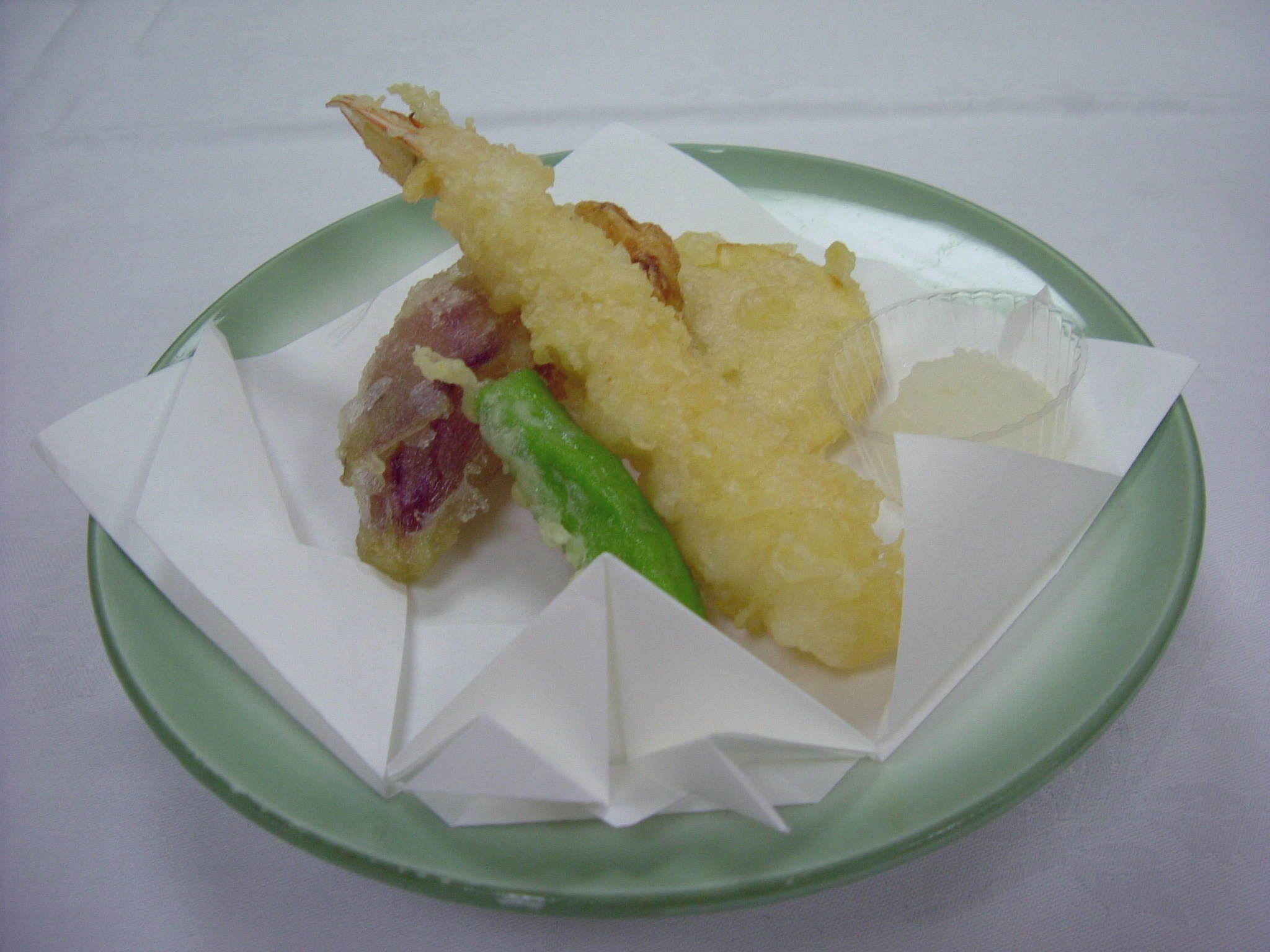
تمپورا

تمپورا (به ژاپنی: 天ぷら Tenpura) یکی از معمول‌ترین غذاها در آشپزی ژاپنی است. در خارج از ژاپن تمپورا یکی از نمادهای غذاهای ژاپنی به‌شمار می‌آید. در این نوع غذا انواع خوراک‌های دریایی، سبزیجات و تره‌بار ابتدا در مخلوطی خمیر مانند از آرد تمپورا و آب (گاهی شیر) فرو برده شده و سپس در روغن داغ و فراوان سرخ می‌شود. برای چاشنی از سس سویا استفاده می‌شود.